# Еполетник кубинський
Еполетник кубинський (Agelaius assimilis) — вид горобцеподібних птахів родини трупіалових (Icteridae).

## Поширення
Ендемік Куби. Ареал фрагментований. Основним місцем існування є болотистий півострів Сапата на південному заході провінції Матансас. Є також популяції на північному узбережжі Матансаси, трохи далі на схід в Санкті-Спіритус і в Пінар-дель-Ріо на крайньому заході острова. Значна популяція є на болотах острова Хувентуд.

## Опис
Гніздиться у зрілих заростях очерету. Гніздо, яке будує самиця, прикріплює до очерету або в кущі приблизно на 20 см над рівнем води. Яєць 2-3, іноді 4.